# Антигона Эпирская
Антигона Эпирская (ранее 317 года до н. э. — 295 год до н. э.) — древнегреческая аристократка родом из Эпира и Македонии, дочь Береники I (Египетской) и её первого мужа Филиппа, первая жена царя Эпира Пирра, мать Олимпиады II Эпирской и Птолемея, при родах последнего или вскоре после них, вероятно, скончалась. Царица Эпира сыграла важную роль в возвышении своего мужа. После её смерти в честь Антигоны им была названа колония Антигония. Там чеканились медали с надписью ΑΝΤΙΓΟΝΕΩΝ.

## Биография

### Замужество
Антигона попала в Египет вместе со своей овдовевшей матерью и её другими детьми. Женой правителя страны в то время была кузина матери Антигоны Эвридика I. Когда Птолемей влюбился в Беренику, он развёлся с Эвридикой и женился на матери Антигоны.
Пирр попал Египет в качестве одного из знатных заложников, но смог понравиться Птолемею I, проявив себя на охоте и в других подобных приключениях. В 299 или 298 году Птолемей I организовал его брак с Антигоной. Для них обоих это был первый брачный союз.
При помощи молодой жены Пирр получил от Птолемея деньги и флот кораблей для отплытия назад в Эпир. Там Пирр сначала заключил соглашение о соправительстве со свергшим его ранее узурпатором Неоптолемом II, но затем убил его и стал править сам.

### Семья
Магас Киренский — старший брат; Феоксена Сиракузская — младшая сестра.